# Golden Globe Award/Bester Filmsong

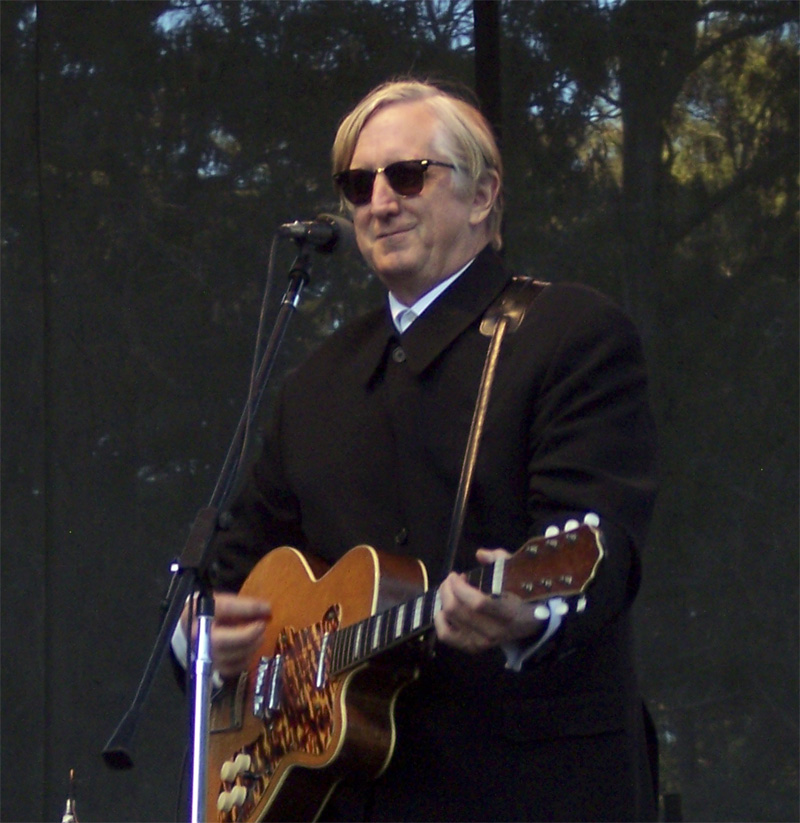
Preisträger 2010: T-Bone Burnett

Gewinner und Nominierte des Golden Globe Award in der Kategorie Bester Filmsong (Best Original Song – Motion Picture), die die herausragendsten Leistungen von Komponisten und Liedtextern des vergangenen Kalenderjahres prämiert. Die Kategorie wurde im Jahr 1962 ins Leben gerufen.
38 Mal wurde der preisgekrönte Song später auch mit einem Oscar ausgezeichnet, zuletzt 2023 geschehen, mit der Preisvergabe an El Mal aus Emilia Pérez. 1993 erhielt der US-amerikanische Komponist Alan Menken in einem Jahr drei Nominierungen für die Songs „A Whole New World“, „Friend Like Me“ und „Prince Ali“ aus dem Zeichentrickfilm Aladdin – erstgenanntes Lied brachte ihm den Golden Globe Award ein.
Als erster Komponist aus dem deutschsprachigen Raum gewann Bert Kaempfert 1967 den Preis für seine Musik zu „Strangers in the Night“ aus Willkommen, Mister B. Der in die Vereinigten Staaten übersiedelte Frederick Loewe erhielt die Auszeichnung 1968 für die Musik zu „If Ever I Should Leave You“ (aus Camelot – Am Hofe König Arthurs) und wurde ein weiteres Mal 1975 („I Never Met a Rose“ aus Der kleine Prinz) nominiert. 1970 erhielt der gebürtige Wiener Komponist Ernest Gold eine Nominierung für den Song „Stay“ (Das Geheimnis von Santa Vittoria). Weitere Nominierungen für deutsche Komponisten errangen 1988 Harold Faltermeyer („Shakedown“ aus Beverly Hills Cop II) und 2003 Hans Zimmer („Here I Am“ aus Spirit – Der wilde Mustang).
| Statistik                          | Name                         | Anzahl | Jahr                                                                                 |
| ---------------------------------- | ---------------------------- | ------ | ------------------------------------------------------------------------------------ |
| Häufigste Auszeichnungen           | Alan Menken                  | 4      | 1990, 1992, 1993, 1996                                                               |
| Häufigste Nominierungen (* = Sieg) | Alan Bergman Marilyn Bergman | 14     | 1969*, 1970, 1971, 1972, 1973, 1973, 1974*, 1974, 1977, 1979, 1983, 1984, 1990, 1996 |
| Häufigste Nominierungen ohne Sieg  | Sammy Cahn                   | 6      | 1965, 1968, 1969, 1974, 1976, 1976                                                   |

Die unten aufgeführten Filme werden mit ihrem deutschen Verleihtitel (sofern ermittelbar) angegeben, danach folgt in Klammern in kursiver Schrift der fremdsprachige Originaltitel. Die Nennung des Originaltitels entfällt, wenn deutscher und fremdsprachiger Filmtitel identisch sind. Die Gewinner stehen hervorgehoben an erster Stelle.

## 1960er Jahre
1962
„Town Without Pity“ aus Stadt ohne Mitleid (Town Without Pity) – Dimitri Tiomkin und Ned Washington
1963 – 1964
Preis nicht vergeben
1965
„Circus World“ aus Circus-Welt (Circus World) – Dimitri Tiomkin und Ned Washington
„Dear Heart“ aus Die Frau seines Herzens (Dear Heart) – Henry Mancini, Jay Livingston und Ray Evans
„From Russia with Love“ aus James Bond 007 – Liebesgrüße aus Moskau (From Russia with Love) – John Barry, Lionel Bart und Monty Norman
„Sunday in New York“ aus Sonntag in New York (Sunday in New York) – Peter Nero, Carroll Coates und Roland Everett
„Where Love Has Gone“ aus Wohin die Liebe führt (Where Love Has Gone) – Jimmy Van Heusen und Sammy Cahn
1966
„Forget Domani“ aus Der gelbe Rolls-Royce (The Yellow Rolls-Royce) – Riz Ortolani und Norman Newell
„Th Ballad of Cat Ballou“ aus Cat Ballou – Hängen sollst du in Wyoming (Cat Ballou) – Jerry Livingston und Mack David
„That Funny Feeling“ aus Das Schlafzimmer ist nebenan (That Funny Feeling) – Bobby Darin
„The Shadow of Your Smile“ aus … die alles begehren (The Sandpiper) – Johnny Mandel und Paul Francis Webster
„The Sweetheart Tree“ aus Das große Rennen rund um die Welt (The Great Race) – Henry Mancini und Johnny Mercer
1967
„Strangers in the Night“ aus Willkommen, Mister B. (A Man Could Get Killed) – Bert Kaempfert, Charles Singleton und Eddie Snyder
„Alfie“ aus Der Verführer läßt schön grüßen (Alfie) – Burt Bacharach und Hal David
„Born Free“ aus Frei geboren – Königin der Wildnis (Born Free) – John Barry und Don Black
„Georgy Girl“ aus Georgy Girl – Tom Springfield und Jim Dale
„A Man and a Woman“ aus Ein Mann und eine Frau (Un homme et une femme) – Francis Lai und Pierre Barouh
1968
„If Ever I Should Leave You“ aus Camelot – Am Hofe König Arthurs (Camelot) – Frederick Loewe und Alan Jay Lerner
„Please Don’t Gamble with Love“ aus Ski Fever – Jerry Styner und Guy Hemric
„Des Ronds dans l’Eau“ aus Lebe das Leben (Vivre pour vivre) – Norman Gimbel und Francis Lai
„Talk to the Animals“ aus Doktor Dolittle (Doctor Dolittle) – Leslie Bricusse
„Thoroughly Modern Millie“ aus Modern Millie (Thoroughly Modern Millie) – Jimmy Van Heusen und Sammy Cahn
1969
„The Windmills of Your Mind“ aus Thomas Crown ist nicht zu fassen (The Thomas Crown Affair) – Michel Legrand, Alan Bergman und Marilyn Bergman
„Buona Sera, Mrs. Campbell“ aus Buona Sera, Mrs. Campbell – Riz Ortolani und Melvin Frank
„Chitty Chitty Bang Bang“ aus Tschitti Tschitti Bäng Bäng (Chitty Chitty Bang Bang) – Richard M. Sherman und Robert B. Sherman
„Funny Girl“ aus Funny Girl – Jule Styne und Bob Merrill
„Star“ aus Star! – Jimmy Van Heusen und Sammy Cahn

## 1970er Jahre
1970
„Jean“ aus Die besten Jahre der Miß Jean Brodie (The Prime of Miss Jean Brodie) – Rod McKuen
„Goodbye, Columbus“ aus Zum Teufel mit der Unschuld (Goodbye, Columbus) – nicht bekannt
„Raindrops Keep Fallin’ on My Head“ aus Zwei Banditen (Butch Cassidy and the Sundance Kid) – Burt Bacharach und Hal David
„Stay“ aus Das Geheimnis von Santa Vittoria (The Secret of Santa Vittoria) – Ernest Gold und Norman Gimbel
„The Time for Love Is Any Time“ aus Die Kaktusblüte (Cactus Flower) – Quincy Jones und Cynthia Weil
„True Grit“ aus Der Marshal (True Grit) – Elmer Bernstein und Don Black
„What Are You Doing the Rest of Your Life“ aus Happy End für eine Ehe (The Happy Ending) – Michel Legrand, Alan Bergman und Marilyn Bergman
1971
„Whistling Away the Dark“ aus Darling Lili – Henry Mancini und Johnny Mercer
„Ballad of Little Fauss and Big Halsey“ aus Little Fauss und Big Halsy (Little Fauss and Big Halsy) – nicht bekannt
„Pieces of Dreams“ aus Die Geliebte des Priesters (Pieces of Dreams) – Michel Legrand, Alan Bergman und Marilyn Bergman
„Thank You Very Much“ aus Scrooge – Leslie Bricusse
„Till Love Touches Your Life“ aus Madron – Riz Ortolani und Arthur Hamilton
1972
„Life Is What You Make It“ aus Opa kann’s nicht lassen (Kotch) – Marvin Hamlisch und Johnny Mercer
„Long Ago Tomorrow“ aus Der wütende Mond (The Raging Moon) – Burt Bacharach und Hal David
„Rain Falls Anywhere It Wants To“ aus Seine Majestät, der Elefant (The African Elephant) – Laurence Rosenthal, Alan Bergman und Marilyn Bergman
„Something More“ aus Honky – Quincy Jones und Bradford Craig
„Theme from Shaft“ aus Shaft – Isaac Hayes
1973
„Ben“ aus Ben – Walter Scharf und Don Black
„Carry Me“ aus Schmetterlinge sind frei (Butterflies Are Free) – Bob Alcivar und Randy McNeill
Dueling Banjos aus Beim Sterben ist jeder der Erste (Deliverance) – Arthur Smith, Steve Mandell und Eric Weissberg
„Marmalade, Molasses and Honey“ aus Das war Roy Bean (The Life and Times of Judge Roy Bean) – Maurice Jarre, Alan Bergman, Marilyn Bergman
„Mein Herr“ aus Cabaret – John Kander und Fred Ebb
„Money, Money“ aus Cabaret – John Kander und Fred Ebb
„The Morning After“ aus Die Höllenfahrt der Poseidon (The Poseidon Adventure) – Al Kasha und Joel Hirschhorn
„Take Me Home“ aus Molly und der Gesetzlose (Molly and Lawless John) – Johnny Mandel, Alan Bergman und Marilyn Bergman
1974
„The Way We Were“ aus Cherie Bitter (The Way We Were) – Marvin Hamlisch, Alan Bergman und Marilyn Bergman
„All That Love Went to Waste“ aus Mann, bist du Klasse! (A Touch of Class) – George Barrie und Sammy Cahn
„Breezy’s Song“ aus Begegnung am Vormittag (Breezy) – Michel Legrand, Alan Bergman und Marilyn Bergman
„Lonely Looking Sky“ aus Die Möwe Jonathan (Jonathan Livingston Seagull) – Neil Diamond
„Rosa Rosa“ aus Kazablan – Dov Seltzer und Haim Hefer
„Send a Little Love My Way“ aus Oklahoma Crude – Henry Mancini und Hal David
1975
„Benji’s Theme (I Feel Love)“ aus Benji – Auf heißer Fährte (Benji) – Euel Box und Betty Box
„I Never Met a Rose“ aus Der kleine Prinz (The Little Prince) – Frederick Loewe und Alan Jay Lerner
„On and On“ aus Claudine – Curtis Mayfield
„Sail the Summer Winds“ aus Die Weltumseglung (The Dove) – John Barry und Don Black
„We May Never Love Like This Again“ aus Flammendes Inferno (The Towering Inferno) – Al Kasha und Joel Hirschhorn
1976
„I’m Easy“ aus Nashville – Keith Carradine
„How Lucky Can You Get“ aus Funny Lady – John Kander und Fred Ebb
„My Little Friend“ aus Papier Tiger (Paper Tiger) – Roy Budd und Sammy Cahn
„Now That We’re in Love“ aus Cash – Die unaufhaltsame Karriere des Gefreiten Arsch (Whiffs) – George Barrie und Sammy Cahn
„Richard’s Window“ aus Die Kehrseite der Medaille (The Other Side of the Mountain) – Charles Fox und Norman Gimbel
1977
„Evergreen (Love Theme from A Star Is Born)“ aus A Star Is Born – Barbra Streisand und Paul Williams
„Bugsy Malone“ aus Bugsy Malone – Paul Williams
„(Theme from) Car Wash“ aus Car Wash – Der ausgeflippte Waschsalon – Norman Whitfield
„Hello and Goodbye“ aus Zwischen Zwölf und Drei (From Noon Till Three) – Elmer Bernstein, Alan Bergman und Marilyn Bergman
„I’d Like to Be You for a Day“ aus Ein ganz verrückter Freitag (Freaky Friday) – Joel Hirschhorn und Al Kasha
„So Sad the Song“ aus Alaskaträume (Pipe Dreams) – Michael Masser und Gerry Goffin
1978
„You Light Up My Life“ aus Stern meines Lebens (You Light Up My Life) – Joseph Brooks
„Down Deep Inside“ aus Die Tiefe (The Deep) – John Barry und Donna Summer
„How Deep Is Your Love?“ aus Nur Samstag Nacht (Saturday Night Fever) – Barry Gibb, Maurice Gibb und Robin Gibb
„New York, New York“ aus New York, New York – John Kander und Fred Ebb
„Nobody Does It Better“ aus Der Spion, der mich liebte (The Spy Who Loved Me) – Marvin Hamlisch und Carole Bayer Sager
1979
„Last Dance“ aus Gottseidank, es ist Freitag (Thank God It’s Friday) – Paul Jabara
„Grease“ aus Grease – Barry Gibb
„The Last Time I Felt Like This“ aus Nächstes Jahr, selbe Zeit (Same Time, Next Year) – Marvin Hamlisch, Alan Bergman und Marilyn Bergman
„Ready to Take a Chance Again“ aus Eine ganz krumme Tour (Foul Play) – Charles Fox und Norman Gimbel
„You’re the One that I Want“ aus Grease – John Farrar

## 1980er Jahre
1980
„The Rose“ aus The Rose – Amanda McBroom
„Better Than Ever“ aus Auf ein Neues (Starting Over) – Marvin Hamlisch und Carole Bayer Sager
„The Main Event“ aus Was, du willst nicht? (The Main Event) – Paul Jabara und Bruce Roberts
„The Rainbow Connection“ aus Muppet Movie (The Muppet Movie) – Paul Williams und Kenneth Ascher
„Theme from Ice Castles (Through the Eyes of Love)“ aus Eisfieber (Ice Castles) – Marvin Hamlisch und Carole Bayer Sager
1981
„Fame“ aus Fame – Der Weg zum Ruhm (Fame) – Michael Gore und Dean Pitchford
„Call Me“ aus Ein Mann für gewisse Stunden (American Gigolo) – Deborah Harry und Giorgio Moroder
„Love on the Rocks“ aus The Jazz Singer – Neil Diamond und Gilbert Bécaud
„Nine to Five“ aus Warum eigentlich … bringen wir den Chef nicht um? (Nine to Five) – Dolly Parton
„Yesterday’s Dreams“ aus Midlife Crisis (Falling in Love Again) – Michel Legrand und Carol Connors
1982
„Arthur’s Theme (Best That You Can Do)“ aus Arthur – Kein Kind von Traurigkeit (Arthur) – Burt Bacharach, Christopher Cross, Carole Bayer Sager und Peter Allen
„Endless Love“ aus Endlose Liebe (Endless Love) – Lionel Richie
„For Your Eyes Only“ aus James Bond 007 – In tödlicher Mission (For Your Eyes Only) – Bill Conti und Michael Leeson
„It’s Wrong For Me To Love You“ aus Butterfly – Der blonde Schmetterling (Butterfly) – Ennio Morricone und Carol Connors
„One More Hour“ aus Ragtime – Randy Newman
1983
„Up Where We Belong“ aus Ein Offizier und Gentleman (An Officer and a Gentleman) – Jack Nitzsche, Buffy Sainte-Marie und Will Jennings
„Eye of the Tiger“ aus Rocky III – Das Auge des Tigers (Rocky III) – Jim Peterik und Frankie Sullivan
„If We Were In Love“ aus Geliebter Giorgio (Yes, Giorgio) – John Williams, Alan Bergman und Marilyn Bergman
„Making Love“ aus Making Love – Burt Bacharach, Bruce Roberts und Carole Bayer Sager
„Theme from Cat People“ aus Katzenmenschen (Cat People) – Giorgio Moroder und David Bowie
1984
„Flashdance … What a Feeling“ aus Flashdance – Giorgio Moroder, Keith Forsey und Irene Cara
„Far from Over“ aus Staying Alive – Frank Stallone und Vince DiCola
„Maniac“ aus Flashdance – Dennis Matkosky und Michael Sembello
„Over You“ aus Comeback der Liebe (Tender Mercies) – Bobby Hart und Austin Roberts
„The Way He Makes Me Feel“ aus Yentl – Michel Legrand, Alan Bergman und Marilyn Bergman
1985
„I Just Called to Say I Love You“ aus Die Frau in Rot (The Woman in Red) – Stevie Wonder
„Against All Odds (Take a Look at Me Now)“ aus Gegen jede Chance (Against All Odds) – Phil Collins
„Footloose“ aus Footloose – Kenny Loggins und Dean Pitchford
„Ghostbusters“ aus Ghostbusters – Die Geisterjäger (Ghost Busters) – Ray Parker Jr.
„No More Lonely Nights“ aus Broad Street (Give My Regards to Broad Street) – Paul McCartney
„When Doves Cry“ aus Purple Rain – Prince
1986
„Say You, Say Me“ aus White Nights – Die Nacht der Entscheidung (White Nights) – Lionel Richie
„The Power of Love“ aus Zurück in die Zukunft (Back to the Future) – Johnny Colla, Chris Hayes und Huey Lewis
„Rhythm of the Night“ aus Der Tanz des Drachen (The Last Dragon) – Diane Warren
„A View to a Kill“ aus James Bond 007 – Im Angesicht des Todes (A View to a Kill) – John Barry und Duran Duran
„We Don’t Need Another Hero“ aus Mad Max – Jenseits der Donnerkuppel (Mad Max Beyond Thunderdome) – Terry Britten und Graham Lyle
1987
„Take My Breath Away“ aus Top Gun – Giorgio Moroder und Tom Whitlock
„Glory of Love“ aus Karate Kid II – Entscheidung in Okinawa (The Karate Kid, Part II) – David Foster, Peter Cetera und Diane Nini
„Life in a Looking Glass“ aus That’s Life! So ist das Leben (That’s Life!) – Henry Mancini und Leslie Bricusse
„Somewhere Out There“ aus Feivel, der Mauswanderer (An American Tail) – James Horner, Barry Mann und Cynthia Weil
„Sweet Freedom“ aus Diese zwei sind nicht zu fassen (Running Scared) – Rod Temperton
„They Don’t Make Them Like They Used to“ aus Archie und Harry – Sie können’s nicht lassen (Tough Guys) – Burt Bacharach, Carole Bayer Sager und Kenny Rogers
1988
„(I’ve Had) The Time of My Life“ aus Dirty Dancing – Franke Previte, John DeNicola und Donald Markowitz
„Nothing’s Gonna Stop Us Now“ aus Mannequin – Albert Hammond und Diane Warren
„The Secret of My Success“ aus Das Geheimnis meines Erfolges (The Secret of My Succe$s) – Jack Blades, David Foster, Tom Keane und Michael Landau
„Shakedown“ aus Beverly Hills Cop II – Harold Faltermeyer, Keith Forsey und Bob Seger
„Who’s That Girl“ aus Who’s That Girl – Patrick Leonard und Madonna
1989
„Two Hearts“ aus Buster – Lamont Dozier und Phil Collins
„Let the River Run“ aus Die Waffen der Frauen (Working Girl) – Carly Simon
„Kokomo“ aus Cocktail – Scott McKenzie, Mike Love, Terry Melcher und John Phillips
„Twins“ aus Twins – Zwillinge (Twins) – Lorrin Bates und Skip Scarborough
„When a Woman Loves a Man“ aus Annies Männer (Bull Durham) – Bernard Hanighen, Gordon Jenkins und Johnny Mercer
„Why Should I Worry?“ aus Oliver & Co. (Oliver & Company) – Dan Hartman und Charlie Midnight

## 1990er Jahre
1990
„Under the Sea“ aus Arielle, die Meerjungfrau (The Little Mermaid) – Alan Menken und Howard Ashman
„After All“ aus Ein himmlischer Liebhaber (Chances All) – Tom Snow und Dean Pitchford
„The Girl Who Used to Be Me“ aus Shirley Valentine – Auf Wiedersehen, mein lieber Mann (Shirley Valentine) – Marvin Hamlisch, Alan Bergman und Marilyn Bergman
„I Love to See You Smile“ aus Eine Wahnsinnsfamilie (Parenthood) – Randy Newman
„Kiss the Girl“ aus Arielle, die Meerjungfrau (The Little Mermaid) – Alan Menken und Howard Ashman
1991
„Blaze of Glory“ aus Blaze of Glory – Flammender Ruhm (Young Guns II) – Jon Bon Jovi
„I’m Checkin’ Out“ aus Grüße aus Hollywood (Postcards from the Edge) – Shel Silverstein
„Promise Me You’ll Remember“ aus Der Pate III (The Godfather Part III) – Carmine Coppola und John Bettis
„Sooner or Later (I Always Get My Man)“ aus Dick Tracy – Stephen Sondheim
„What Can You Lose?“ aus Dick Tracy – Stephen Sondheim
1992
„Beauty and the Beast“ aus Die Schöne und das Biest (Beauty and the Beast) – Alan Menken und Howard Ashman
„Be Our Guest“ aus Die Schöne und das Biest (Beauty and the Beast) – Alan Menken und Howard Ashman
„Dreams to Dream“ aus Feivel, der Mauswanderer im Wilden Westen (An American Tail: Fievel Goes West) – James Horner und Will Jennings
„(Everything I Do) I Do It for You“ aus Robin Hood – König der Diebe (Robin Hood: Prince of Thieves) – Michael Kamen, Bryan Adams und Robert John Lange
„Tears in Heaven“ aus Fieberhaft – Undercover in der Drogenhölle (Rush) – Eric Clapton und Will Jennings
1993
„A Whole New World“ aus Aladdin – Alan Menken und Tim Rice
„Beautiful Maria of My Soul“ aus Mambo Kings (The Mambo Kings) – Robert Kraft und Arne Glimcher
„Friend Like Me“ aus Aladdin – Alan Menken und Howard Ashman
„Prince Ali“ aus Aladdin – Alan Menken und Howard Ashman
„This Used To Be My Playground“ aus Eine Klasse für sich (A League of Their Own) – Madonna und Shep Pettibone
1994
„Streets of Philadelphia“ aus Philadelphia – Bruce Springsteen
„Again“ aus Poetic Justice – Janet Jackson, Jimmy Jam und Terry Lewis
„The Day I Fall in Love“ aus Eine Familie namens Beethoven (Beethoven’s 2nd) – Carole Bayer Sager, James Ingram und Clif Magness
„Stay“ aus In weiter Ferne, so nah! – Adam Clayton, The Edge, Larry Mullen junior und Bono
„(You Made Me the) Thief of Your Heart“ aus Im Namen des Vaters (In the Name of the Father) – Bono, Gavin Friday und Maurice Seezer
1995
„Can You Feel the Love Tonight“ aus Der König der Löwen (The Lion King) – Elton John und Tim Rice
„Circle of Life“ aus Der König der Löwen (The Lion King) – Elton John und Tim Rice
„The Color of the Night“ aus Color of Night – Jud Friedman, Lauren Christy und Dominic Frontiere
„Far Longer than Forever“ aus Die Schwanenprinzessin (The Swan Princess) – Lex de Azevedo und David Zippel
„I’ll Remember“ aus Ein genialer Freak (With Honors) – Patrick Leonard, Madonna und Mr. Mister
„Look What Love Has Done“ aus Junior – Carole Bayer Sager, James Ingram, James Newton Howard und Patty Smyth
1996
„Colors of the Wind“ aus Pocahontas – Alan Menken und Stephen Schwartz
„Have You Ever Really Loved a Woman?“ aus Don Juan DeMarco – Michael Kamen, Bryan Adams und Robert John Lange
„Hold Me, Thrill Me, Kiss Me, Kill Me“ aus Batman Forever – Adam Clayton, The Edge, Larry Mullen junior und Bono
„Moonlight“ aus Sabrina – John Williams, Alan Bergman und Marilyn Bergman
„You Got a Friend in Me“ aus Toy Story – Randy Newman
1997
„You Must Love Me“ aus Evita – Andrew Lloyd Webber und Tim Rice
„Because You Loved Me“ aus Aus nächster Nähe (Up Close & Personal) – Diane Warren
„For the First Time“ aus Tage wie dieser (One Fine Day) – James Newton Howard, Jud Friedman und Allan Dennis Rich
„I’ve Finally Found Someone“ aus Liebe hat zwei Gesichter (The Mirror Has Two Faces) – Barbra Streisand, Marvin Hamlisch, Robert John Lange und Bryan Adams
„That Thing You Do!“ aus That Thing You Do! – Adam Schlesinger
1998
„My Heart Will Go On“ aus Titanic – James Horner und Will Jennings
„Go the Distance“ aus Hercules – Alan Menken und David Zippel
„Journey To The Past“ aus Anastasia – Stephen Flaherty und Lynn Ahrens
„Once Upon A December“ aus Anastasia – Stephen Flaherty und Lynn Ahrens
„Tomorrow Never Dies“ aus James Bond 007 – Der Morgen stirbt nie (Tomorrow Never Dies) – Sheryl Crow und Mitchell Froom
1999
„The Prayer“ aus Das magische Schwert – Die Legende von Camelot (Quest for Camelot) – David Foster, Carole Bayer Sager, Alberto Testa und Tony Renis
„The Flame Still Burns“ aus Still Crazy – Mick Jones, Marti Frederiksen und Chris Difford
„The Mighty“ aus The Mighty – Gemeinsam sind sie stark (The Mighty) – Sting und Trevor Jones
„Reflection“ aus Mulan – Matthew Wilder und David Zippel
„Uninvited“ aus Stadt der Engel (City of Angels) – Alanis Morissette
„When You Believe“ aus Der Prinz von Ägypten (The Prince of Egypt) – Stephen Schwartz

## 2000er Jahre
2000
„You’ll Be in My Heart“ aus Tarzan – Phil Collins
„Beautiful Stranger“ aus Austin Powers – Spion in geheimer Missionarsstellung (Austin Powers: The Spy Who Shagged Me) – Madonna und William Orbit
„How Can I Not Love You“ aus Anna und der König (Anna and the King) – Kenneth ‘Babyface’ Edmonds, George Fenton und Robert Kraft
„Save Me“ aus Magnolia – Aimee Mann
„When She Loved Me“ aus Toy Story 2 – Randy Newman
2001
„Things Have Changed“ aus Die WonderBoys (Wonder Boys) – Bob Dylan
„I’ve Seen It All“ aus Dancer in the Dark – Björk, Lars von Trier und Sjón
„My Funny Friend and Me“ aus Ein Königreich für ein Lama (The Emperor’s New Groove) – Sting und David Hartley
„One In A Million“ aus Miss Undercover (Miss Congeniality) – Bosson
„When You Come Back to Me Again“ aus Frequency – Garth Brooks und Jenny Yates
2002
„Until…“ aus Kate & Leopold – Sting
„Come What May“ aus Moulin Rouge – David Baerwald (Moulin Rouge!)
„May It Be“ aus Der Herr der Ringe – Die Gefährten (The Lord of the Rings: The Fellowship of the Ring) – Enya
„There You’ll Be“ aus Pearl Harbor – Diane Warren
„Vanilla Sky“ aus Vanilla Sky – Paul McCartney
2003
„The Hands That Built America“ aus Gangs of New York – Bono, The Edge, Adam Clayton und Larry Mullen junior
„Die Another Day“ aus Stirb an einem anderen Tag (Die Another Day) – Madonna und Mirwais Ahmadzaï
„Father and Daughter“ aus Expedition der Stachelbeeren (The Wild Thornberrys Movie) – Paul Simon
„Here I Am“ aus Spirit – Der wilde Mustang (Spirit: Stallion of the Cimarron) – Hans Zimmer, Bryan Adams und Gretchen Peters
„Lose Yourself“ aus 8 Mile – Eminem, Jeff Bass und Luis Resto
2004
„Into the West“ aus Der Herr der Ringe – Die Rückkehr des Königs (The Lord of the Rings: The Return of the King) – Howard Shore, Fran Walsh und Annie Lennox
„The Heart Of Every Girl“ aus Mona Lisas Lächeln (Mona Lisa Smile) – Elton John und Bernie Taupin
„Man of the Hour“ aus Big Fish – Eddie Vedder
„Time Enough For Tears“ aus In America – Bono, Gavin Friday und Maurice Seezer
„You Will Be My Ain True Love“ aus Unterwegs nach Cold Mountain (Cold Mountain) – Sting
2005
„Old Habits Die Hard“ aus Alfie – Mick Jagger und David A. Stewart
„Accidentally in Love“ aus Shrek 2 – Der tollkühne Held kehrt zurück (Shrek 2 – Der tollkühne Held kehrt zurück) – Adam Duritz, Dan Vickrey, David Immerglück, Matthew Malley und David Bryson
„Believe“ aus Der Polarexpress (The Polar Express) – Glen Ballard und Alan Silvestri
„Learn to Be Lonely“ aus Das Phantom der Oper (The Phantom of the Oper) – Andrew Lloyd Webber und Charles Hart
„Million Voices“ aus Hotel Ruanda (Hotel Rwanda) – Wyclef Jean, Jerry ‘Wonder’ Duplessis und Andrea Guerra
2006
„A Love That Will Never Grow Old“ aus Brokeback Mountain – Gustavo Santaolalla und Bernie Taupin
„Christmas in Love“ aus Christmas in Love – Tony Renis und Marva Jan Marrow
„There’s Nothing Like a Show on Broadway“ aus The Producers – Mel Brooks
„Travelin’ Thru“ aus Transamerica – Dolly Parton
„Wunderkind“ aus Die Chroniken von Narnia: Der König von Narnia (The Chronicles of Narnia: The Lion, the Witch and the Wardrobe) – Alanis Morissette
2007
„The Song of the Heart“ aus Happy Feet – Prince
„A Father’s Way“ aus Das Streben nach Glück (The Pursuit of Happyness) – Seal und Christopher Bruce
„Listen“ aus Dreamgirls – Beyoncé Knowles, Henry Krieger, Anne Preven und Scott Cutler
„Never Gonna Break My Faith“ aus Bobby – Bryan Adams, Eliot Kennedy und Andrea Remanda
„Try Not to Remember“ aus Home of the Brave – Sheryl Crow
2008
„Guaranteed“ aus Into the Wild – Eddie Vedder
„Despedida“ aus Die Liebe in den Zeiten der Cholera (Love in the Time of Cholera) – Antonio Pinto und Shakira
„Grace Is Gone“ aus Die Zeit ohne Grace (Grace is Gone) – Clint Eastwood und Carole Bayer Sager
„That’s How You Know“ aus Verwünscht (Enchanted) – Alan Menken und Stephen Schwartz
„Walk Hard“ aus Walk Hard: Die Dewey Cox Story (Walk Hard) – Marshall Crenshaw, John C. Reilly, Judd Apatow und Jake Kasdan
2009
„The Wrestler“ aus The Wrestler – Bruce Springsteen
„Down to Earth“ aus WALL·E – Der Letzte räumt die Erde auf (WALL·E) – Peter Gabriel und Thomas Newman
„Gran Torino“ aus Gran Torino – Clint Eastwood, Jamie Cullum, Kyle Eastwood und Michael Stevens
„I Thought I Lost You“ aus Bolt – Ein Hund für alle Fälle (Bolt) – Miley Cyrus und Jeffrey Steele
„Once in a Lifetime“ aus Cadillac Records – Beyoncé Knowles, Amanda Ghost, Scott McFarnon, Ian Dench, James Dring und Jody Street

## 2010er Jahre
2010
„The Weary Kind“ aus Crazy Heart – T Bone Burnett und Ryan Bingham
„Cinema Italiano“ aus Nine – Maury Yeston
„I See You“ aus Avatar – Aufbruch nach Pandora (Avatar) – James Horner, Simon Franglen und Kuk Harrell
„(I Want To) Come Home“ aus Everybody’s Fine – Paul McCartney
„Winter“ aus Brothers – U2 und Bono
2011
„You Haven’t Seen The Last of Me“ aus Burlesque – Diane Warren
„Bound to You“ aus Burlesque – Christina Aguilera, Sia Furler und Samuel Dixon
„Coming Home“ aus Country Strong – Bob DiPiero, Tom Douglas, Hillary Lindsey und Troy Verges
„I See the Light“ aus Rapunzel – Neu verföhnt (Tangled) – Glenn Slater und Alan Menken
„There’s A Place For Us“ aus Die Chroniken von Narnia: Die Reise auf der Morgenröte (The Chronicles of Narnia: The Voyage of the Dawn Treader) – Hillary Lindsey, Carrie Underwood und David Hodges
2012
„Masterpiece“ aus W.E. – Madonna, Julie Frost und Jimmy Harry
„Hello Hello“ aus Gnomeo und Julia – Elton John und Bernie Taupin
„The Keeper“ aus Machine Gun Preacher – Chris Cornell
„Lay Your Head Down“ aus Albert Nobbs – Brian Byrne und Glenn Close
„The Living Proof“ aus The Help – Thomas Newman, Mary J. Blige, Harvey Mason Jr. und Damon Thomas
2013
„Skyfall“ aus James Bond 007 – Skyfall (Skyfall) – Adele und Paul Epworth
„For You“ aus Act of Valor – Monty Powell und Keith Urban
„Not Running Anymore“, aus Stand Up Guys – Jon Bon Jovi
„Safe & Sound“ aus Die Tribute von Panem – The Hunger Games (The Hunger Games) – Taylor Swift, John Paul White, Joy Williams und T-Bone Burnett
„Suddenly“ aus Les Misérables – Claude-Michel Schönberg
2014
„Ordinary Love“ aus Mandela – Der lange Weg zur Freiheit (Mandela: Long Walk to Freedom) – Bono, The Edge, Adam Clayton, Larry Mullen Jr. und Brian Burton
„Atlas“ aus Die Tribute von Panem – Catching Fire (The Hunger Games: Catching Fire) – Chris Martin, Guy Berryman, Jonny Buckland und Will Champion
„Let It Go“ aus Die Eiskönigin – Völlig unverfroren (Frozen) – Kristen Anderson-Lopez und Robert Lopez
„Please Mr Kennedy“ aus Inside Llewyn Davis – Ed Rush, George Cromarty, T-Bone Burnett, Justin Timberlake und Joel und Ethan Coen
„Sweeter Than Fiction“ aus One Chance – Einmal im Leben (One Chance) – Taylor Swift und Jack Antonoff
2015
„Glory“ aus Selma – John Legend und Common
„Big Eyes“ aus Big Eyes – Lana Del Rey
„Mercy Is“ aus Noah – Patti Smith und Lenny Kaye
„Opportunity“ aus Annie – Greg Kurstin, Sia Furler und Will Gluck
„Yellow Flicker Beat“ aus Die Tribute von Panem – Mockingjay Teil 1 (The Hunger Games: Mockingjay – Part 1) – Lorde
2016
„Writing’s on the Wall“ aus James Bond 007: Spectre (Spectre) – Sam Smith und Jimmy Napes
„Love Me Like You Do“ aus Fifty Shades of Grey – Max Martin, Savan Kotecha, Ali Payami, Tove Lo und Ilya Salmanzadeh
„One Kind of Love“ aus Love & Mercy – Brian Wilson und Scott Bennett
„See You Again“ aus Fast & Furious 7 (Furious 7) – Justin Franks, Andrew Cedar, Charlie Puth und Wiz Khalifa
„Simple Song #3“ aus Ewige Jugend (Youth) – David Lang
2017
„City of Stars“ aus La La Land – Justin Hurwitz, Benj Pasek und Justin Paul
„Can’t Stop the Feeling!“ aus Trolls – Justin Timberlake, Max Martin und Shellback
„Faith“ aus Sing – Ryan Tedder, Stevie Wonder und Francis Farewell Starlite
„Gold“ aus Gold – Brian Burton, Stephen Gaghan, Daniel Pemberton und Iggy Pop
„How Far I’ll Go“ aus Vaiana (Moana) – Lin-Manuel Miranda
2018
„This Is Me“ aus Greatest Showman (The Greatest Showman) – Benj Pasek, Justin Paul
„Home“ aus Ferdinand – Geht STIERisch ab! (Ferdinand) – Nick Jonas, Justin Tranter, Nick Monson
„Mighty River“ aus Mudbound – Mary J. Blige, Raphael Saadiq, Taura Stinson
„Remember Me“ aus Coco – Lebendiger als das Leben! (Coco) – Kristen Anderson-Lopez, Robert Lopez
„The Star“ aus Bo und der Weihnachtsstern (The Star) – Mariah Carey, Marc Shaiman
2019
„Shallow“ aus A Star Is Born
„All the Stars“ aus Black Panther
„Girl in the Movies“ aus Dumplin’
„Requiem for a Private War“ aus A Private War
„Revelation“ aus Der verlorene Sohn (Boy Erased)

## 2020er Jahre
2020
„(I’m Gonna) Love Me Again“ aus Rocketman – Elton John und Bernie Taupin
„Beautiful Ghosts“ aus Cats – Taylor Swift und Andrew Lloyd Webber
„Into the Unknown“ aus Die Eiskönigin II (Frozen II) – Kristen Anderson-Lopez und Robert Lopez
„Spirit“ aus Der König der Löwen (The Lion King) – Beyoncé
„Stand Up“ aus Harriet – Cynthia Erivo

2021
Du hast das Leben vor dir (La vita davanti a sé) – „Io Sì (Seen)“
- Judas and the Black Messiah – „Fight For You“
- The Trial of the Chicago 7 – „Hear My Voice“
- One Night in Miami – „Speak Now“
- The United States vs. Billie Holiday – „Tigress & Tweed“

2022
„No Time to Die“ aus James Bond 007: Keine Zeit zu sterben (No Time to Die) – Billie Eilish und Finneas O’Connell
- „Be Alive“ aus King Richard – Dixson, Beyoncé
- „Dos Oruguitas“ aus Encanto – Lin-Manuel Miranda
- „Down to Joy“ aus Belfast – Van Morrison
- „Here I Am (Singing My Way Home)“ aus Respect – Carole King, Jennifer Hudson und Jamie Hartman

2023
„Naatu Naatu“ aus RRR – Musik: M. M. Keeravani, Text: Chandrabose
- „Carolina“ aus Der Gesang der Flusskrebse (Where the Crawdads Sing) – Musik und Text: Taylor Swift
- „Ciao Papa“ aus Guillermo del Toros Pinocchio – Musik: Alexandre Desplat, Text: Roeban Katz, Guillermo del Toro
- „Hold My Hand“ aus Top Gun: Maverick – Musik: Lady Gaga, BloodPop, Benjamin Rice, Text: Lady Gaga, BloodPop
- „Lift Me Up“ aus Black Panther: Wakanda Forever – Musik und Text: Tems, Rihanna, Ryan Coogler, Ludwig Göransson
- „Naatu Naatu“ aus RRR – Musik: M. M. Keeravani, Text: Kala Bhairava, Rahul Sipligunj

2024
„What Was I Made For?“ aus Barbie – Musik und Text: Billie Eilish und Finneas O’Connell
- „Addicted To Romance“ aus She Came to Me – Musik und Text: Bruce Springsteen
- „Dance The Night“ aus Barbie – Musik und Text: Mark Ronson, Andrew Wyatt, Dua Lipa und Caroline Ailin
- „I’m Just Ken“ aus Barbie – Musik und Text: Mark Ronson und Andrew Wyatt
- „Peaches“ aus Der Super Mario Bros. Film (The Super Mario Bros. Movie) – Musik und Text: Jack Black, Aaron Horvath, Michael Jelenic, Eric Osmond und John Spiker
- „Road To Freedom“ aus Rustin – Musik und Text: Lenny Kravitz

2025
„El Mal“ aus Emilia Pérez – Musik und Text: Clément Ducol, Camille und Jacques Audiard
- „Beautiful That Way“ aus The Last Showgirl – Musik und Text: Miley Cyrus, Lykke Li und Andrew Wyatt
- „Compress/Repress“ aus Challengers – Rivalen (Challengers) – Musik und Text: Trent Reznor, Atticus Ross und Luca Guadagnino
- „Forbidden Road“ aus Better Man – Die Robbie Williams Story (Better Man) – Musik und Text: Robbie Williams, Freddy Wexler und Sacha Skarbek
- „Kiss The Sky“ aus Der wilde Roboter (The Wild Robot) – Musik und Text: Delacey, Jordan Johnson, Stefan Johnson, Maren Morris, Michael Pollack und Ali Tamposi
- „Mi Camino“  aus Emilia Pérez – Musik und Text: Clément Ducol und Camille